# Bầu cử lập pháp Pháp 1956
Một cuộc bầu cử lập pháp được tổ chức vào ngày 2 tháng 1 năm 1956 tại Pháp để bầu ra Quốc hội thứ ba của đệ tứ Cộng hòa. Cuộc bầu cử sử dụng thể thức đại diện tỷ lệ theo danh sách đảng phái. Bầu cử ban đầu được lên lịch vào tháng 9, nhưng đã được tổ chức sớm hơn bởi Edgar Faure.
Trước đó, năm 1951, lực lượng thứ ba, liên minh giữa các đảng trung tả và trung hữu đã chiến thắng bầu cử, nhưng bị chia rẽ vì câu hỏi trường phái, và khi đối mặt với vấn đề thuộc địa, chính phủ dần chuyển sang hữu khuynh. Một phần Tập hợp Nhân dân Pháp (RPF), một đảng Gaullist, tham gia phe đa số để phản đối sự lãnh đạo của Charles de Gaulle, người sau đó rời khỏi chính trị một thời gian.
Thất bại tại Điện Biên Phủ tháng 5, 1954 đã tạo nên khủng hoảng chính trị. Pierre Mendès France cấp tiến trở thành lãnh đạo nội các và chấm dứt chiến tranh Đông Dương. Ông cũng bắt đầu quá trình trao trả độc lập cho Maroc và Tunisie, nhưng từ tháng 11-1954, Pháp lại đối diện chiến tranh Algérie. Tháng 2 năm 1955, Mendès France bị thay thế bằng đối thủ của ông ta trong đảng Cấp tiến, Edgar Faure, dẫn đến chính sách đàn áp hơn ở Algérie.
Phe cực hữu, được dẫn đầu bởi Pierre Poujade, tái xuất vào lúc này. Ông chỉ trích chủ nghĩa tài khóa, đồng thời lãnh đạo phong trào tiểu thương và thợ nghề. Nhiều cử tri mệt mỏi với khủng hoảng chính trị, và Poujade nhận được sự ủng hộ ở nông thôn vốn đang trong suy thoái.
Ngay cả khi đảng Cộng sản là đảng lớn nhất trong cuộc bầu cử này, họ vẫn không tham gia chính phủ. Một liên minh được thành lập với Mendès France, hướng đến giải pháp hòa bình cho Algérie. Mặt trận Cộng hòa, tên của liên minh này, gồm Chi bộ Pháp của Quốc tế Công nhân của Guy Mollet, Đảng Cấp tiến của Mendès France, Liên hiệp Kháng chiến Dân chủ và Xã hội của François Mitterrand, và Trung tâm Quốc gia Cộng hòa Xã hội của Chabal-Delmas. Faure bị loại khỏi đảng Cấp tiến, đáp lại ông đã lãnh đạo Tập hợp Cộng hòa Tả khuynh cũng như tranh cử cùng các đảng trung hữu. Mặt trận Cộng hòa giành được đa số tương đối để chấm dứt Chiến tranh Algérie.
Phái Poujade giành 52 ghế, trái ngược với dự đoán rằng họ chỉ sẽ có sáu đến tám ghế. Trong số các đại biểu Poujadist có Jean-Marie Le Pen trẻ tuổi. Báo chí nhận định những Poujadist này đang giữ cán cân quyền lực. Tiếp nhận cuộc bầu cử từ dư luận là trái chiều, được ca ngợi bởi những người ủng hộ Cộng sản, và bị quan ngại bởi những tờ báo The Times, Le Figaro, The Saturday Evening Post.
Đứng đầu chính phủ liên minh là lãnh đạo Xã hội chủ nghĩa Guy Mollet. Ban đầu ông cũng được Cộng sản ủng hộ, nhưng áp lực từ pied-noir khiến ông phải có chính sách đàn áp ở Algérie. Chính sách bị phản đối bởi phó thủ tướng Mendès France, cùng các bộ trưởng, đã từ chức sau đó, chia rẽ mặt trận Cộng hòa. Mollet và những người kế nhiệm lúng túng trong cuộc xung đột đến tháng 5, 1958.

## Kết quả
| Đảng                         | Đảng                                                          | Phiếu bầu  | %      | Ghế |
| ---------------------------- | ------------------------------------------------------------- | ---------- | ------ | --- |
|                              | Đảng Cộng sản Pháp                                            | 5.514.403  | 25.89  | 147 |
|                              | Trung dung                                                    | 3.259.782  | 15.30  | 95  |
|                              | Chi bộ Pháp của Quốc tế Công nhân                             | 3.247.431  | 15.25  | 88  |
|                              | Liên hiệp Bảo vệ Tiểu thương và Thợ thuyền                    | 2.483.813  | 11.66  | 51  |
|                              | Mặt trận Cộng hòa (Đảng Cấp tiến–UDSR)                        | 2.389.163  | 11.22  | 73  |
|                              | Đảng Cấp tiến–RGR–UDSR (không nằm trong Mặt trận)             | 838.231    | 3.94   | 73  |
|                              | Phong trào Cộng hòa Nhân dân                                  | 2.366.321  | 11.11  | 71  |
|                              | Trung tâm Quốc gia Cộng hòa Xã hội (không nằm trong Mặt trận) | 585.764    | 2.75   | 16  |
|                              | Trung tâm Quốc gia Cộng hòa Xã hội                            | 256.587    | 1.20   | 16  |
|                              | Cực hữu                                                       | 260.749    | 1.22   | 0   |
|                              | Độc lập                                                       | 98.600     | 0.46   | 3   |
| Tổng cộng                    | Tổng cộng                                                     | 21.300.844 | 100.00 | 544 |
|                              |                                                               |            |        |     |
| Phiếu bầu hợp lệ             | Phiếu bầu hợp lệ                                              | 21.300.844 | 97.05  |     |
| Phiếu bầu không hợp lệ/trống | Phiếu bầu không hợp lệ/trống                                  | 647.160    | 2.95   |     |
| Tổng cộng phiếu bầu          | Tổng cộng phiếu bầu                                           | 21.948.004 | 100.00 |     |
| Cử tri phiếu bầu đã đăng ký  | Cử tri phiếu bầu đã đăng ký                                   | 26.772.255 | 81.98  |     |
| Nguồn: Mackie & Rose, Becker |                                                               |            |        |     |